# Locazione
La locazione, in diritto, costituisce il contratto col quale una parte (detta locatore) si obbliga a permettere a un altro soggetto (conduttore o locatario) l'utilizzo di una cosa per un dato tempo in cambio di un determinato corrispettivo (la cosiddetta "pigione" o "canone").

## Storia
Il contratto deriva dall'istituto romano della locatio conductio, che includeva una fattispecie più ampia dell'attuale omologo.

## Indice degli affitti delle case

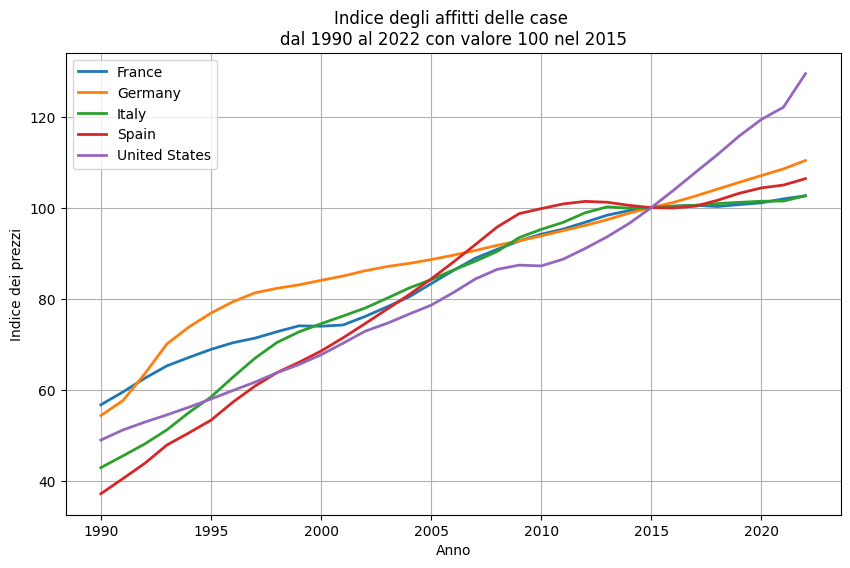
Fonte : OCSE